# Agrilus delphinensis
Agrilus delphinensis é uma espécie de inseto do género Agrilus, família Buprestidae, ordem Coleoptera.
Foi descrita cientificamente por Abeille de Perrin, 1897.